# مانويل رافاييل هويرتا
مانويل رافاييل هويرتا (بالإسبانية: Manuel Rafael Huerta)‏ هو محامي وسياسي مكسيكي، ولد في 12 يوليو 1960 في مدينة مكسيكو في المكسيك. حزبياً، نشط في حزب الثورة الديمقراطية. وقد انتخب عضو مجلس النواب المكسيك.